# Prostaja smert
Prostaja smert (russisk: Простая смерть) er en sovjetisk spillefilm fra 1985 af Aleksandr Kajdanovskij.

## Medvirkende
- Valerij Prijomykhov som Ivan Ilitj
- Alisa Freindlich som Praskovja Fjodorovna
- Vytautas Paukste som Mikhail Danilovitj
- Mikhail Danilov
- Karina Moritts som Liza